# Schömberg (Zollernalbkreis)

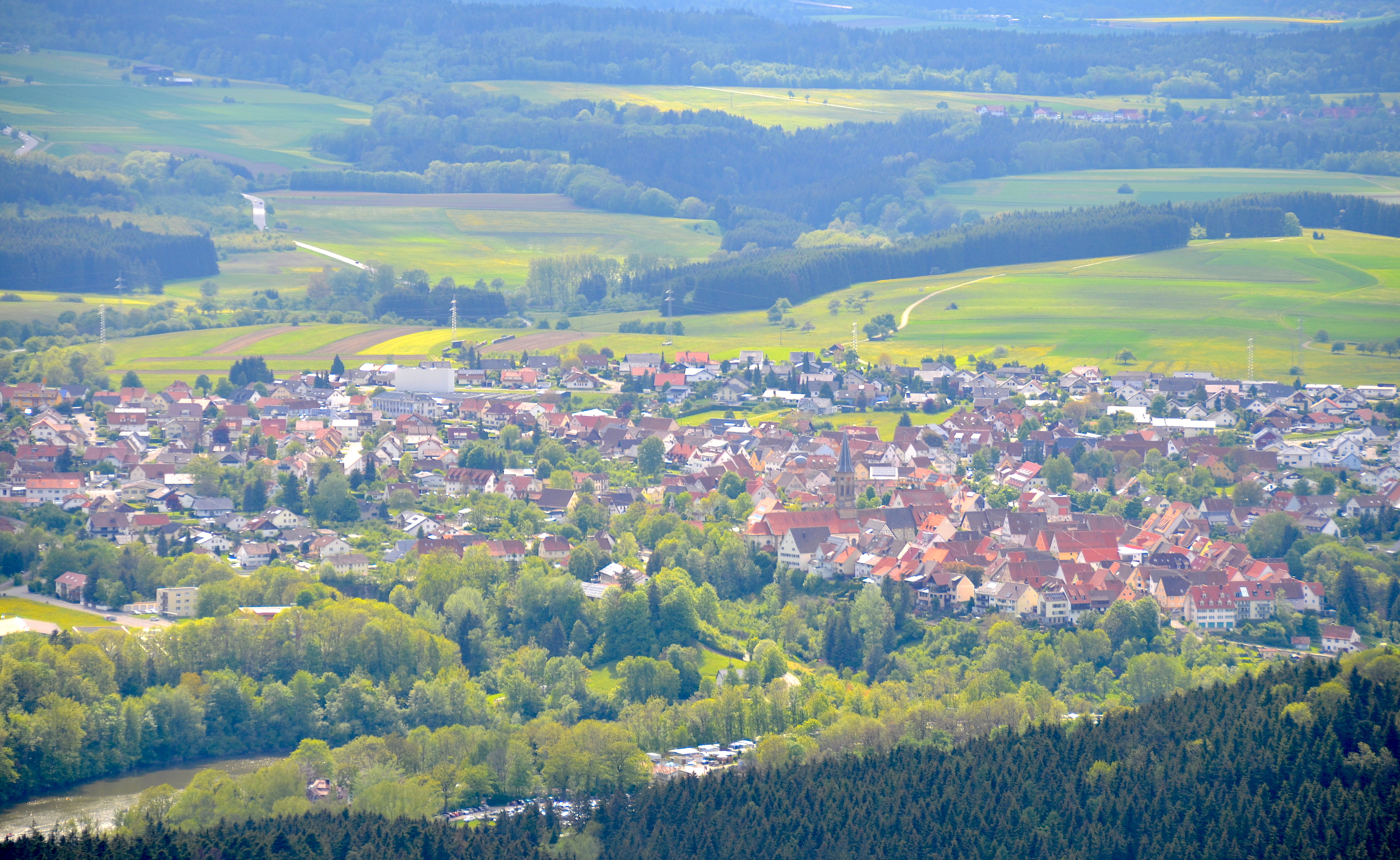
Schömberg, Blick Richtung Westen

Schömberg ist eine Landstadt im Zollernalbkreis in Baden-Württemberg, Deutschland. Sie bildet das Zentrum des Gemeindeverwaltungsverbandes und Naherholungsgebietes Oberes Schlichemtal.
Schömberg wird von Einheimischen wie Schömmberg – mit kurzem ö in der ersten Silbe – ausgesprochen und wird im näheren Umkreis teilweise nur als „Städtle“ bezeichnet.

## Geographie

### Lage

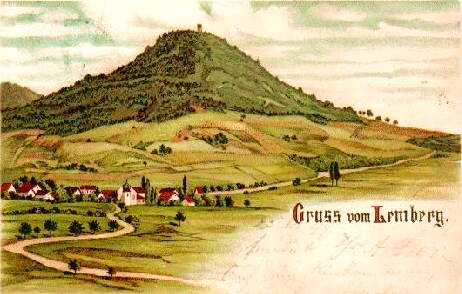
Der Lemberg

Schömberg liegt an der Bundesstraße 27, rund zehn Kilometer nordöstlich von Rottweil, rund zehn Kilometer südwestlich von Balingen, rund 80 Kilometer südlich von Stuttgart und 90 Kilometer nördlich des Bodensees.
Schömberg liegt in landschaftlich reizvoller Lage am Trauf der höchsten Berge der Schwäbischen Alb. Das sind, östlich von Schömberg gelegen, der Plettenberg (1001,7 m) und im Südwesten der Oberhohenberg (1009,6 m) sowie der höchste Berg der Alb, der Lemberg mit 1015,7 m ü. NHN.

### Gewässer
Im Osten der Gemarkung fließt von Südosten in Richtung Norden die Schlichem, welche im weiteren Verlauf bei Epfendorf in den Neckar mündet. Die Schlichem wird von zahlreichen kleineren Bächen wie dem Räßentälebach und dem Scheubühlgrabenbach gespeist. Weitere nennenswerte Bäche sind der Schmellbach und der Schwarzenbach. Des Weiteren gibt es zahlreiche kleinere Biotope wie den Östreweiher zwischen Schömberg und dem Neuhaus.

#### Schlichemtalsperre

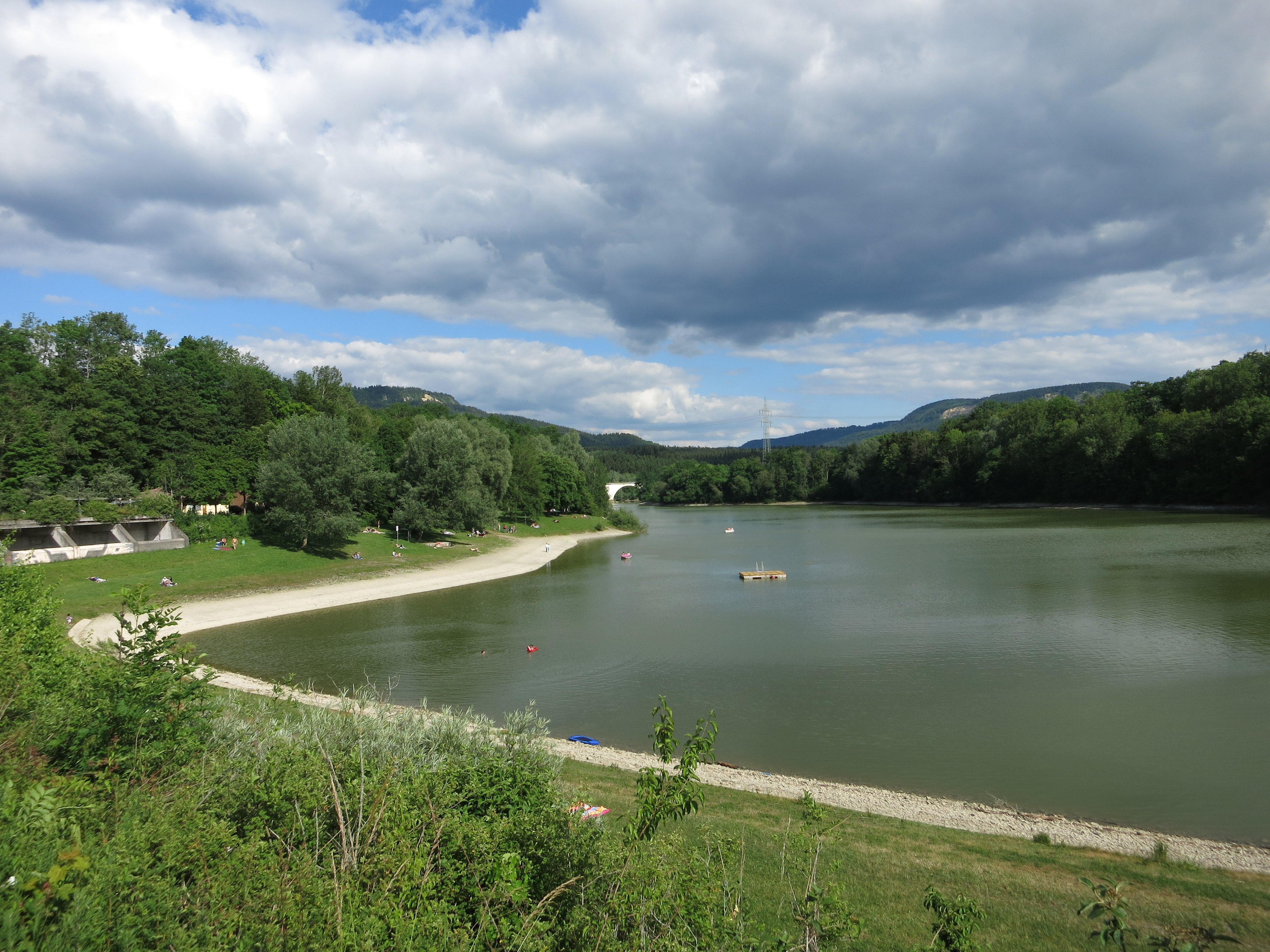
Schlichemtalsperre in Schömberg

Die Schlichem wird südöstlich der Altstadt angestaut. Die umgangssprachlich lediglich „Stausee“ – seltener „Schömberger Stausee“ – genannte Schlichemtalsperre hat eine Fläche von 10,4 ha, beginnt als sehr schmaler Vorsee bei der Unteren Säge und zieht sich bis fast an den alten Ortskern, wo der Stausee über 170 m Breite aufweist. Der Stausee weist eine ausgezeichnete Wasserqualität auf.

### Geologie
Die Siedlungsgebiete liegen größtenteils auf Schwarzem Jura. In manchen Bereichen trifft man schon nach wenigen Zentimetern Humus auf den sogenannten Ölschiefer. An steilen Hängen wie zum Beispiel rund um den Stausee ist der Ölschiefer teilweise freigelegt und ohne Grabungen zu sehen. Vor allem ältere Gebäude im Altstadtbereich weisen aufgrund des brüchigen Ölschiefers ab und zu Risse in der Gebäudestruktur auf.
In den höheren Lagen der Gemarkung wie zum Beispiel an den Hängen des Plettenbergs, ändern sich die Gesteinsschichten in Kalkstein.

### Klima
Das Klima in Schömberg ist gemäßigt warm. Durch die Staulage um die umliegenden hohen Berge verursachen Regen- und Schneegebiete zum Teil starke Niederschläge. Die durchschnittliche Niederschlagsmenge liegt bei 826,8 mm pro Jahr. Dabei fallen besonders die Frühjahrs- und Sommermonate von Mai bis August mit bis zu über 80 mm pro Monat ins Gewicht. Hitzegewitter in diesen Monaten treten je nach Wetterlage teilweise mehrmals wöchentlich auf.
Schneefälle gibt es meistens zwischen Oktober und April, seltener auch schon im September oder noch im Mai. Im Winter kann auch über längere Zeiträume Schnee liegen, die Schneemengen sind meistens jedoch nicht mit denen in den Gemeinden auf dem Großen Heuberg zu vergleichen. Bodenfrost kann es über das ganze Jahr hinweg geben und ist auch in klaren Nächten im Früh- (bis ca. Ende Juni) und Spätsommer (ab ca. Ende August) nicht unüblich.
|                       | Jan  | Feb  | Mär  | Apr  | Mai  | Jun  | Jul  | Aug  | Sep  | Okt  | Nov  | Dez  |   |       |
| Mittl. Tagesmax. (°C) | 3    | 4    | 9    | 13   | 17   | 20   | 23   | 23   | 19   | 14   | 7    | 3    | ⌀ | 13    |
| Mittl. Tagesmin. (°C) | −4   | −4   | −2   | 1    | 5    | 8    | 10   | 10   | 7    | 4    | −1   | −3   | ⌀ | 2,6   |
|                       |      |      |      |      |      |      |      |      |      |      |      |      |   |       |
| Niederschlag (mm)     | 53,6 | 54,7 | 56,1 | 61,7 | 90,4 | 89,6 | 89,0 | 84,2 | 59,1 | 59,1 | 66,4 | 62,9 | Σ | 826,8 |
|                       |      |      |      |      |      |      |      |      |      |      |      |      |   |       |
| Regentage (d)         | 10   | 8    | 10   | 10   | 12   | 11   | 10   | 10   | 8    | 9    | 10   | 10   | Σ | 118   |

| −4 |

| −4 |

| −2 |

| 1 |

| 5 |

| 8 |

| 10 |

| 10 |

| 7 |

| 4 |

| −1 |

| −3 |

| −4 |

| −4 |

| −2 |

| 1 |

| 5 |

| 8 |

| 10 |

| 10 |

| 7 |

| 4 |

| −1 |

| −3 |

### Stadtgliederung
Die Stadt Schömberg besteht aus den beiden Stadtteilen Schömberg und Schörzingen. Im Stadtteil Schörzingen ist eine Ortschaft im Sinne der baden-württembergischen Gemeindeordnung mit eigenem Ortschaftsrat und Ortsvorsteher als dessen Vorsitzender eingerichtet.
Zum Stadtteil Schömberg gehören die Stadt Schömberg, der Weiler Untere Säge, das Gehöft Obere Säge und die Wallfahrtskirche und das Haus Palmbühl. Zum Stadtteil Schörzingen gehören das Dorf Schörzingen und die Häuser Lehen und Neuhaus.
Der 768 erwähnte Ort Altheim ist wohl eine Vorgängersiedlung von Schömberg und ist in Schömberg aufgegangen. Im Stadtteil Schömberg liegen die Wüstungen Holzheim, Nordheim und Unterschömberg. Holzheim wurde 785 als Hoolzaim erstmals erwähnt und ist nach 1328 abgegangen. Nordheim ist vermutlich im 13. Jahrhundert abgegangen. Beide Orte gehörten wohl zu einer größeren Gruppe von -heim-Orten. Unterschömberg war eine Häusergruppe im Schlichemtal, zu der Mühlen, eine Hammerschmiede und Waschhäuser gehörten. Der Ort wurde 1739 erwähnt und ist um 1750 abgegangen. Im Stadtteil Schörzingen lag die Burg und Stadt Hohenberg und das 1090 erwähnte Starzila, das in der Nähe von Hohenberg vermutet wird.
Die sogenannte „Schweizer Straße“, die später eine durchgehende Straße von Bad Cannstatt bis Schaffhausen war, erreichte 1784 Schömberg. Johann Wolfgang von Goethe erwähnte 1797 in seinem Tagebuch auch Schömberg und berichtete, dass die Fahrt von Tübingen nach Tuttlingen 16,5 Stunden dauerte. Ein Teil dieser Straße trägt heute den Straßennamen Schweizer Straße und verläuft von der Abzweigung der B 27 vorbei am Marktplatz bis zum Bahnübergang in der Nähe des Bahnhofs, ab dem sie Wellendinger Straße heißt.

### Ausdehnung des Stadtgebiets
Die Entfernung zwischen dem nördlichsten Punkt zwischen Dormettingen und Dautmergen und dem südlichsten Punkt beim Oberhohenberg beträgt ca. 8,3 km. Zwischen dem westlichsten Punkt bei der Erddeponie Herleswasen und dem östlichsten Punkt auf dem Plettenberg beträgt die Entfernung ca. 7 km. Die Gesamtfläche beträgt 23,27 km2.
Der nördlichste Punkt der Gemarkung liegt zwischen Dormettingen und Dautmergen unweit des Schiefererlebnisparks Dormettingen. Von dort läuft die Stadtgrenze westwärts und überquert in der Nähe des Marienhofs die Dautmerger Straße (L 435). Zuerst in südwestlicher, dann in südlicher Richtung grenzt die Schömberger Gemarkung an Zimmern unter der Burg und überquert den Killwiesenbach und die Zimmerner Straße (K 7133) im Schönhager Loch.
Im Naturschutzgebiet Schwarzenbach grenzt Schömberg nun an die Stadt und den Landkreis Rottweil. Die Grenze führt ostwärts durch das Bitzwäldle bei Neukirch und Zepfenhan und dann entlang der Wellendinger Straße (L 434) vorbei am Neuhaus und dem Flugplatz Zepfenhan in Richtung Südwesten. Hinter der Erddeponie Herleswasen folgt die Gemarkungsgrenze dem Herleswasengraben, überquert die L 434 und verläuft weiter entlang dem Hangelbrunnengraben, wenige Meter entlang der Starzel und dann entlang dem Erschengraben in östlicher Richtung.
Vorbei am KZ-Friedhof Schörzingen überquert die Grenze die Wilflinger Straße (K 7134) und führt südöstlich in den Wald in Richtung Oberhohenberg. Der südlichste Punkt liegt südwestlich des Gipfels, von wo aus die Grenze nun gemeinsam mit Deilingen und den Landkreis Tuttlingen verläuft.
Seitdem verläuft die Grenze in nördlicher Richtung entlang der Wälder, die von Deilingen aus zu sehen sind und damit deutlich oberhalb von Schörzingen liegen. Nach der Überquerung des Albaufstiegs (L 435) zwischen Schömberg und Deilingen unweit der Abbiegung der „Alten Straße“ nach Weilen unter den Rinnen verläuft die gemeinsame Grenze mit Weilen nun parallel zur L 435 und überquert diese erneut in der Nähe des Parkplatzes beim Wochenberg.

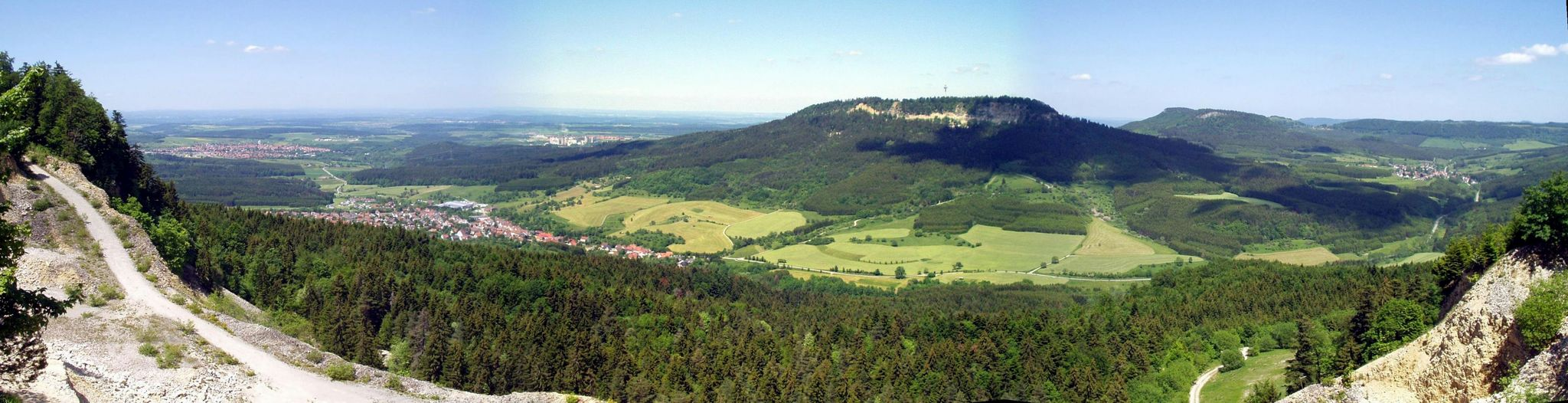
Der Plettenberg (1002 m) vom Ortenberg aus gesehen (996 m), Schömberg ist am linken Bildrand zu sehen

Danach folgt sie kurz der Weilener Straße (K 7134) und führt kurz vor Weilen entlang des Witthaus und des Brandbächles in nordöstlicher Richtung bis zur Mündung des Brandbächles in den Weilenbach. Von dort verläuft die Grenze südlich entlang des Weilenbachs bis in die Nähe des Grillplatzes am Honau. Von dort geht es wieder in nordöstlicher Richtung bis fast an die Schlichembrücke der K 7170 kurz vor Ratshausen und weiter bis zur Südwestkante des Plettenbergs im Naturschutzgebiet Plettenkeller, wo gleichzeitig der östlichste Punkt der Gemarkung liegt. Ab dort grenzt Schömberg an Dotternhausen.
Vorbei an der Schutzhütte auf dem Plettenberg führt die Gemarkung unweit des Steinbachs in Nordwestliche Richtung bis zur Überquerung der Bahnstrecke Balingen–Rottweil und der Gemeindeverbindungsstraße nach Dotternhausen. Südlich entlang der B 27 quert die Grenze diese im „Fuchsloch“ und verläuft entlang der Schlichem in Richtung Norden bis zum nördlichsten Punkt.

### Nachbargemeinden
| Zimmern unter der Burg | Dautmergen                                  | Dormettingen  |
| Rottweil¹              | Kompassrose, die auf Nachbargemeinden zeigt | Dotternhausen |
| Wellendingen¹          | Weilen unter den Rinnen Deilingen²          | Ratshausen    |

¹ Landkreis Rottweil, ² Landkreis Tuttlingen

### Natur- und Landschaftsschutzgebiete

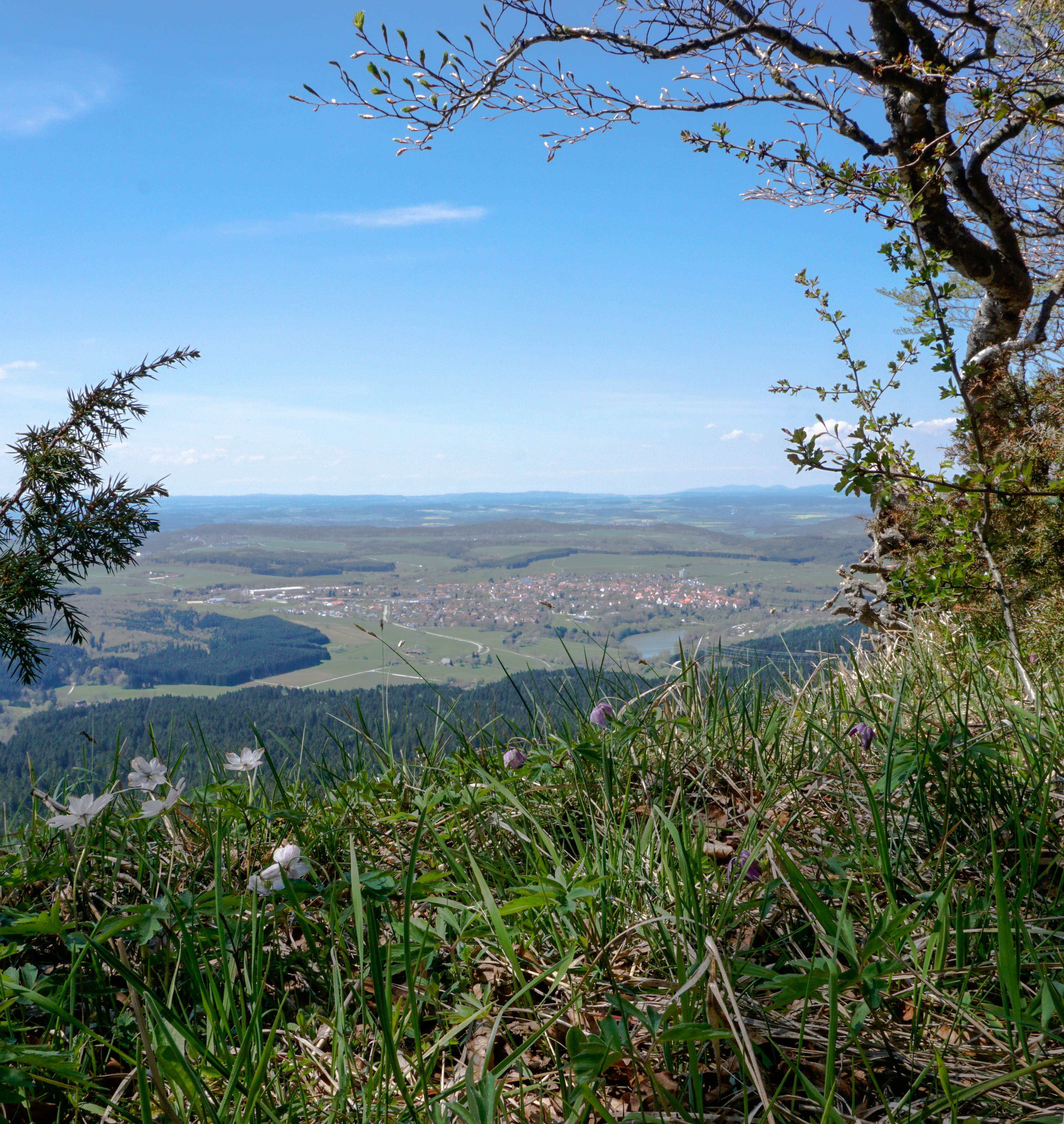
Ausblick vom Plettenberg auf Schömberg und den Stausee

Auf der Gemarkung von Schömberg befinden sich mehrere Natur- und Landschaftsschutzgebiete. Die Naturschutzgebiete erstrecken sich dabei nicht nur auf der Schömberger Gemarkung.

#### Naturschutzgebiete
- Plettenkeller (Kennung: 4.120): Das NSG Plettenkeller liegt rund um den Plettenberg auf den Gemarkungen Schömberg, Dotternhausen und Ratshausen und umfasst 36,0 ha.
- Schwarzenbach (Kennung: 3.226, 4.270): Das 87,7 ha umfassende NSG Schwarzenbach liegt rund um den Schmellbach und Schwarzenbach an der Gemarkungsgrenze zu Rottweil und Zimmern unter der Burg.

#### Landschaftsschutzgebiete

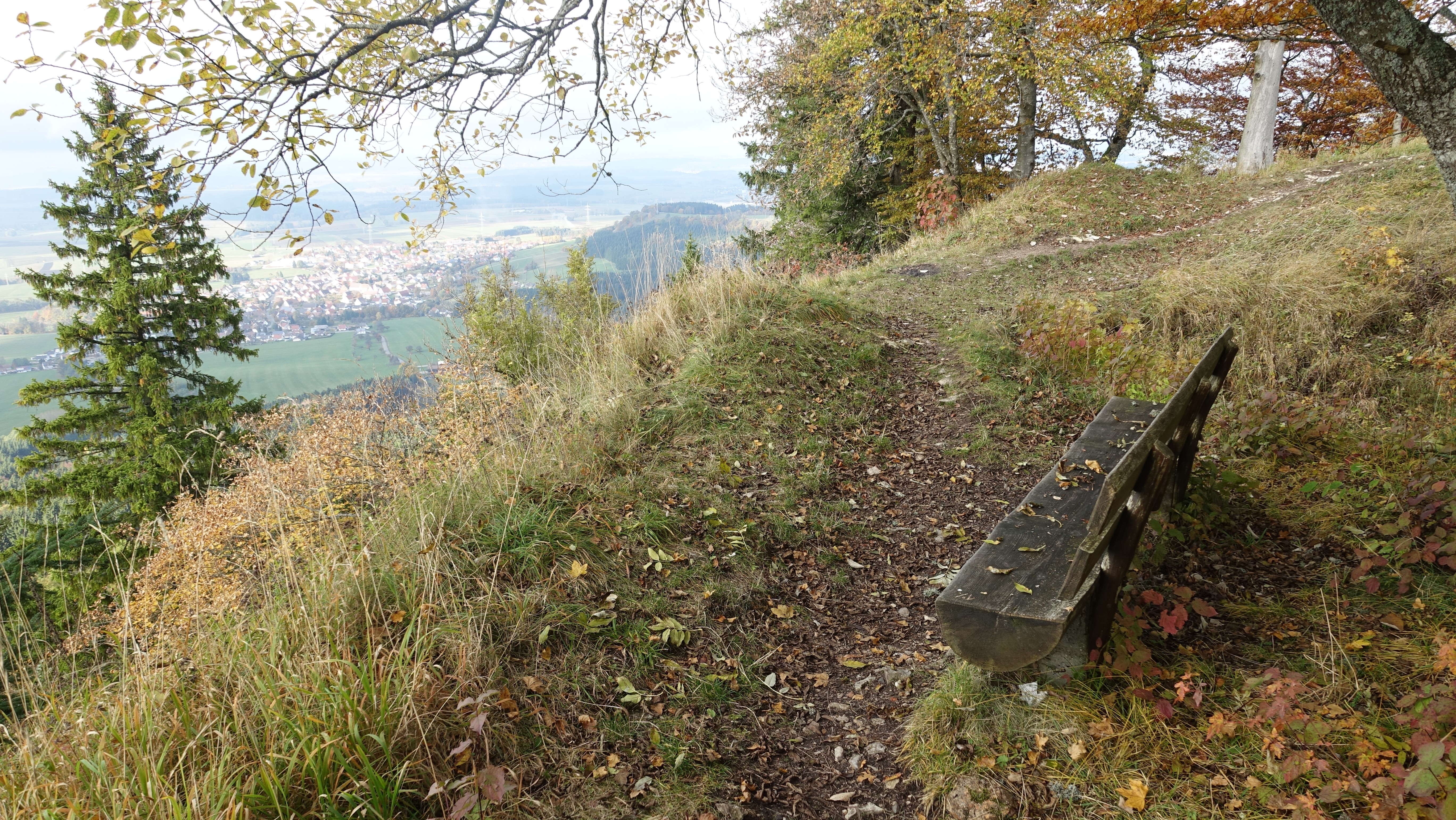
Oberhohenberg bei Schörzingen

- Schömberger Stausee mit Palmbühl (Kennung: 4.17.037): Das Gebiet erstreckt sich um 90,7 ha rund um den Stausee und den Palmbühl
- Oberhohenberg (Kennung: 4.17.049): Das 28,5 ha große Landschaftsschutzgebiet rund um den Obernhohenberg befindet sich im Stadtteil Schörzingen.

## Geschichte

### Mittelalter
Schömberg wurde erstmals im Jahre 1255 erwähnt: Graf Friedrich VI. von Zollern verlieh seinem Freund Konrad von Tierberg „auf dem Felde bei Schömberg“ (Campo oput Shonberc) die Kirche in Balingen. Zwölf Jahre später, 1267, kam Schömberg aufgrund eines Konflikts zwischen Zollern und Hohenberg an die Grafen von Hohenberg. Seit 1381 war die Herrschaft Hohenberg und somit auch Schömberg ein Teil von Vorderösterreich. Durch die älteste bekannte Steuererhebung lässt sich die Einwohnerzahl Schömbergs im Jahre 1394 auf rund 500 schätzen. Von 1410 bis 1454 war Schömberg an die Reichsstädte verpfändet und in deren Auftrag von der Reichstatt Rottweil beherrscht. 1482/83 ist ein Standbrand bezeugt.

### Frühe Neuzeit und Hexenverfolgung
1554 wurde Margaretha Weißbrot von Schemberg und 1607 Anna Klarer von Schömberg in Rottweil durch Verbrennung hingerichtet. Der Rat der Stadt Rottweil hat am 15. April 2015 einen Beschluss zur sozialethisch-moralischen Rehabilitierung der Opfer der Hexenprozesse gefasst.
Schömberg wurde während der Kriege im 17. und 18. Jahrhundert des Öfteren in Teilen zerstört. Im Dreißigjährigen Krieg griffen 1633 die Schweden und 1635 die Kaiserlichen an. 42 Häuser fielen den Angriffen zum Opfer. Kurze Zeit später, im Jahre 1644, wurden weitere 60 Häuser zerstört. Am 9. Dezember 1750 zerstörte der große Stadtbrand die komplette Stadt. Durch eine beispiellose Hilfsaktion der Bürger wurde die Stadt bis 1753 wieder komplett aufgebaut.

### Württembergische Zeit
Im Jahre 1805 fiel die Grafschaft Hohenberg und somit auch Schömberg vom Kaisertum Österreich an das Kurfürstentum Württemberg, welches 1806 zum Königreich erhoben wurde. 1805 kam Schömberg an das Oberamt Spaichingen und 1810 gemäß der bis 1934/38 gültigen Verwaltungsgliederung an das Oberamt Rottweil. Während der Napoleonischen Kriege fielen 26 Schömberger Bürger als Soldaten.
Ende des 19. Jahrhunderts (1896/97) wurde die erste Hauswasserleitung in Schömberg gebaut. Vierzehn Jahre später (1910) gingen 80 Schömberger Haushalte an das Stromnetz.
Im Jahre 1911 eröffneten die Württembergischen Staatseisenbahnen die Strecke Balingen–Schömberg. Siebzehn Jahre später, im Jahre 1928, wurde die Bahnstrecke Rottweil–Schömberg fertiggestellt.
Während des Ersten Weltkriegs von 1914 bis 1918 mussten 257 Schömberger Soldaten an die Front, 39 Soldaten fielen.

### Republik und NS-Zeit
Von 1918/19 bis 1933 war Schömberg ein Teil des freien Volksstaates Württemberg. Bei der Kreisreform während der NS-Zeit in Württemberg gelangte Schömberg 1938 zum Landkreis Balingen. Im selben Jahr wurde mit dem Bau der Schlichemtalsperre für die Kühlwasserversorgung des Zementwerks in Dotternhausen begonnen. Diese wurde 1944 fertiggestellt. Ebenfalls im Jahr 1944 wurden die Außenlager des KZ Natzweiler-Struthof im Zug des „Unternehmens Wüste“ aufgebaut, um Öl aus Ölschiefer zu gewinnen. Auch bei Schömberg entstanden mit dem KZ Schömberg und dem KZ Dautmergen zwei KZ-Außenlager. Im Stadtteil Schörzingen befand sich ein weiteres Außenlager, das KZ Schörzingen. Die Häftlinge mussten schwerste körperliche Arbeit leisten, um Öl aus dem vorhandenen Ölschiefer zu gewinnen. Die Fertigung war völlig unrentabel, wurde jedoch von der Regimespitze gefordert, da die Deutschen nicht mehr über genügend Ölquellen verfügten. Die Opfer wurden nach dem Krieg im KZ-Friedhof mit der Gedenkstätte Schömberg bestattet.

### Nachkriegszeit
Nach dem Zweiten Weltkrieg fiel die Stadt Schömberg in die Französische Besatzungszone und kam somit 1947 zum neu gegründeten Land Württemberg-Hohenzollern, welches 1952 als Regierungsbezirk Südwürttemberg-Hohenzollern im Land Baden-Württemberg aufging.
Durch die Kreisreform wurde Schömberg am 1. Januar 1973 dem neuen Zollernalbkreis zugeordnet.
Die heutige Stadt wurde am 1. Februar 1973 im Zuge der Gemeinde- und Kreisreform durch die Vereinigung der Stadt Schömberg mit der Gemeinde Schörzingen neu gebildet.
Im Jahre 2004 wurde ein Beleg gefunden, dass Schömberg schon früher als 1267 erwähnt wurde. Somit fand im Jahre 2005 nur 38 Jahre nach der 700-Jahr-Feier die 750-Jahr-Feier statt.

## Bevölkerung

### Einwohnerentwicklung
Die Stadt Schömberg hatte am 31. Dezember 2018 4673 Einwohner. 3353 davon leben in Schömberg, 1320 im Stadtteil Schörzingen.
Die Einwohnerzahl hat sich in den letzten Jahrhunderten stets gesteigert und bleibt in den letzten Jahren relativ konstant.

### Sprache
In Schömberg wird weit verbreitet Schwäbisch gesprochen. Allerdings unterscheidet sich der schwäbische Dialekt deutlich von den bekannten schwäbischen Dialekten im alemannischen Sprachraum und dem Mittelschwäbisch im Raum Stuttgart. Auch dem typischen Südwestschwäbisch ist der Schömberger Dialekt nicht vollständig zuzuordnen, da es viele spezifische Worte und Wortvariationen gibt, die es bereits in wenig Kilometern entfernen Gemeinden in dieser Form nicht mehr gibt.
Obwohl Schörzingen bereits seit fast fünfzig Jahren nach Schömberg eingemeindet ist, sind die Dialekte völlig verschieden, da in Schörzingen ein alemannischer Einschlag vorherrscht.

## Religionen und Kirchengebäude
Schömberg ist aufgrund der Zugehörigkeit zu Vorderösterreich bis ins frühe 19. Jahrhundert mehrheitlich katholisch geprägt.

### Kirchengebäude

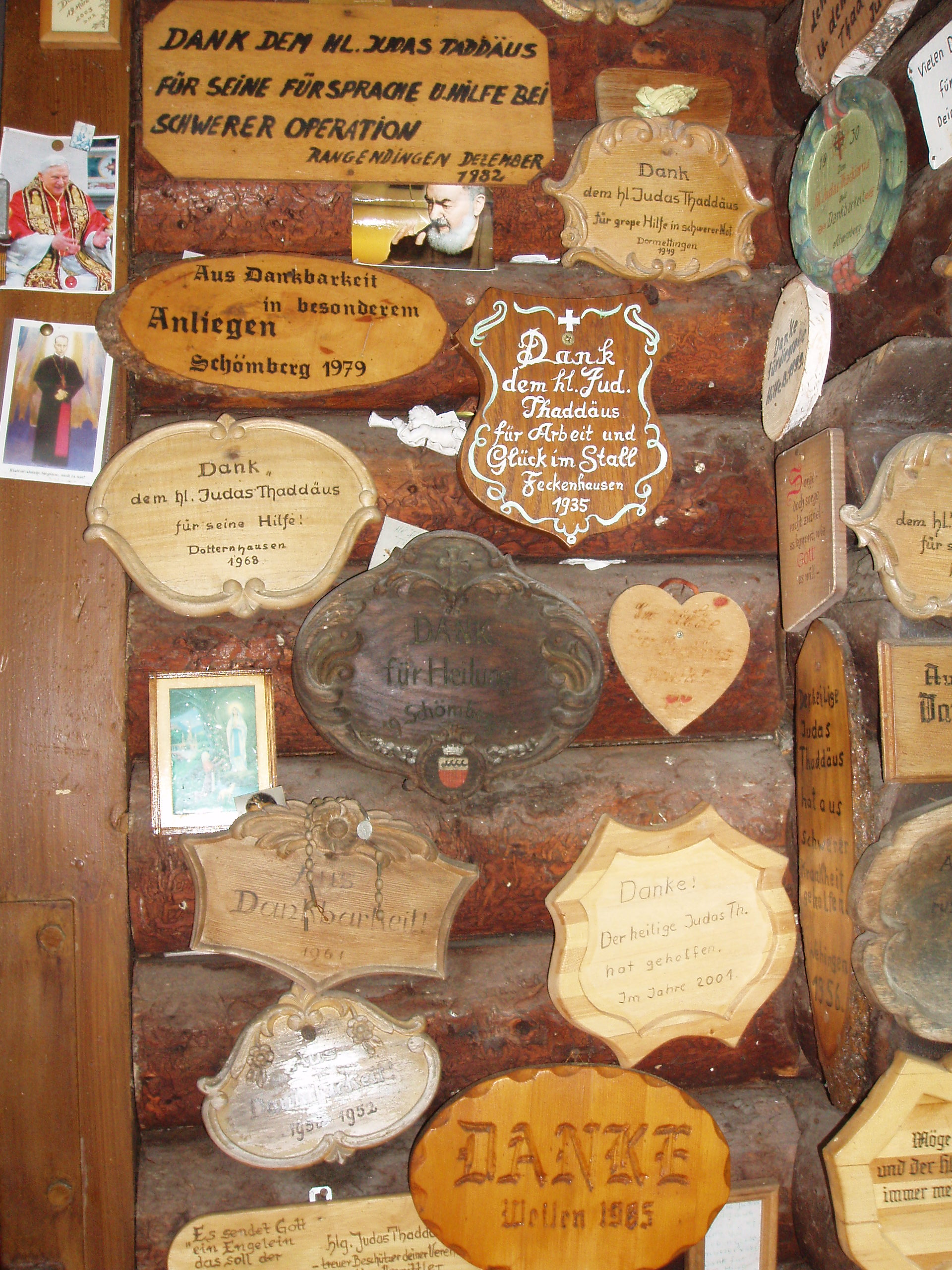
Pilgerdanksagungen bei der Wallfahrtskirche

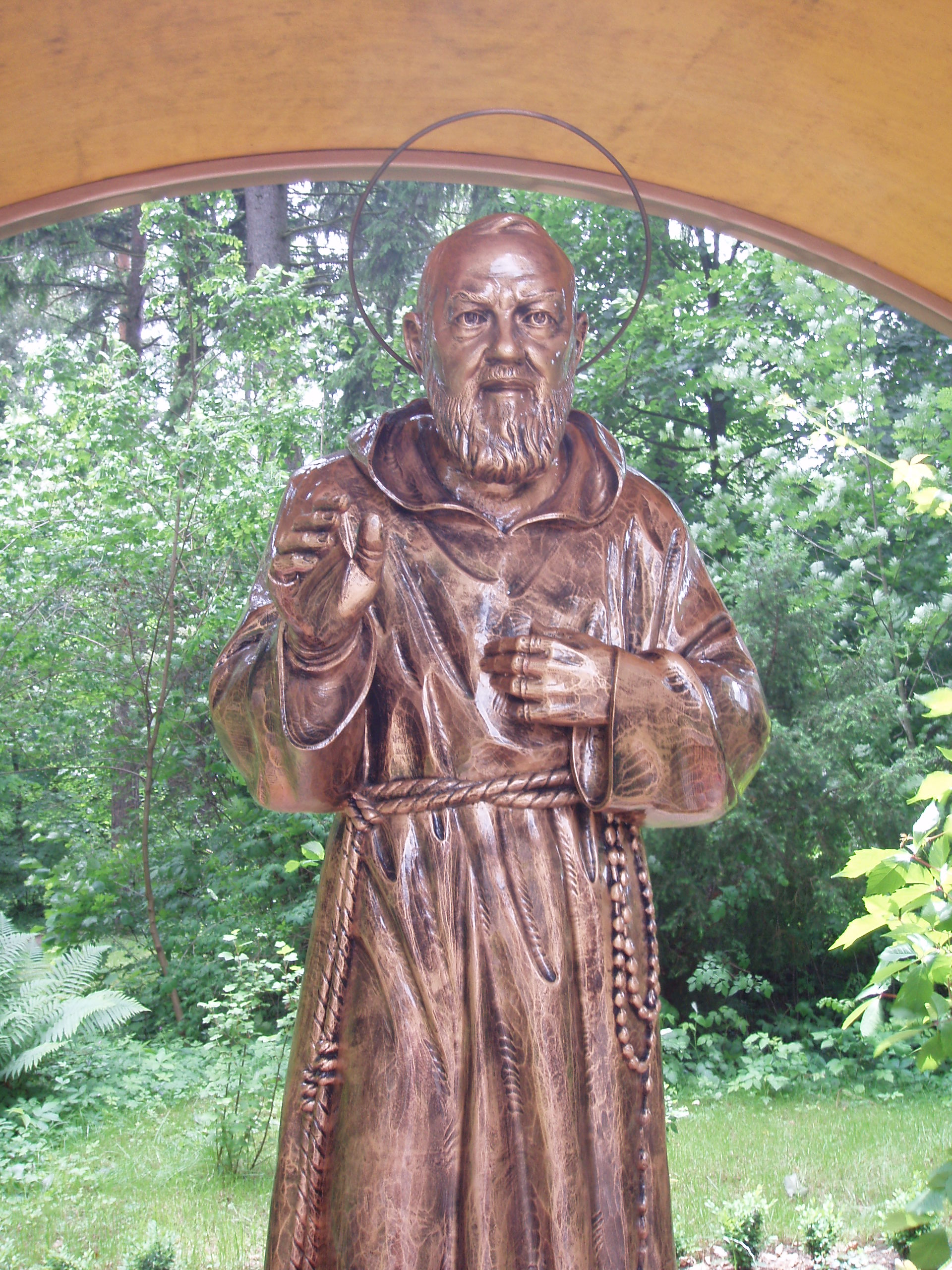
Statue des Pater Pio

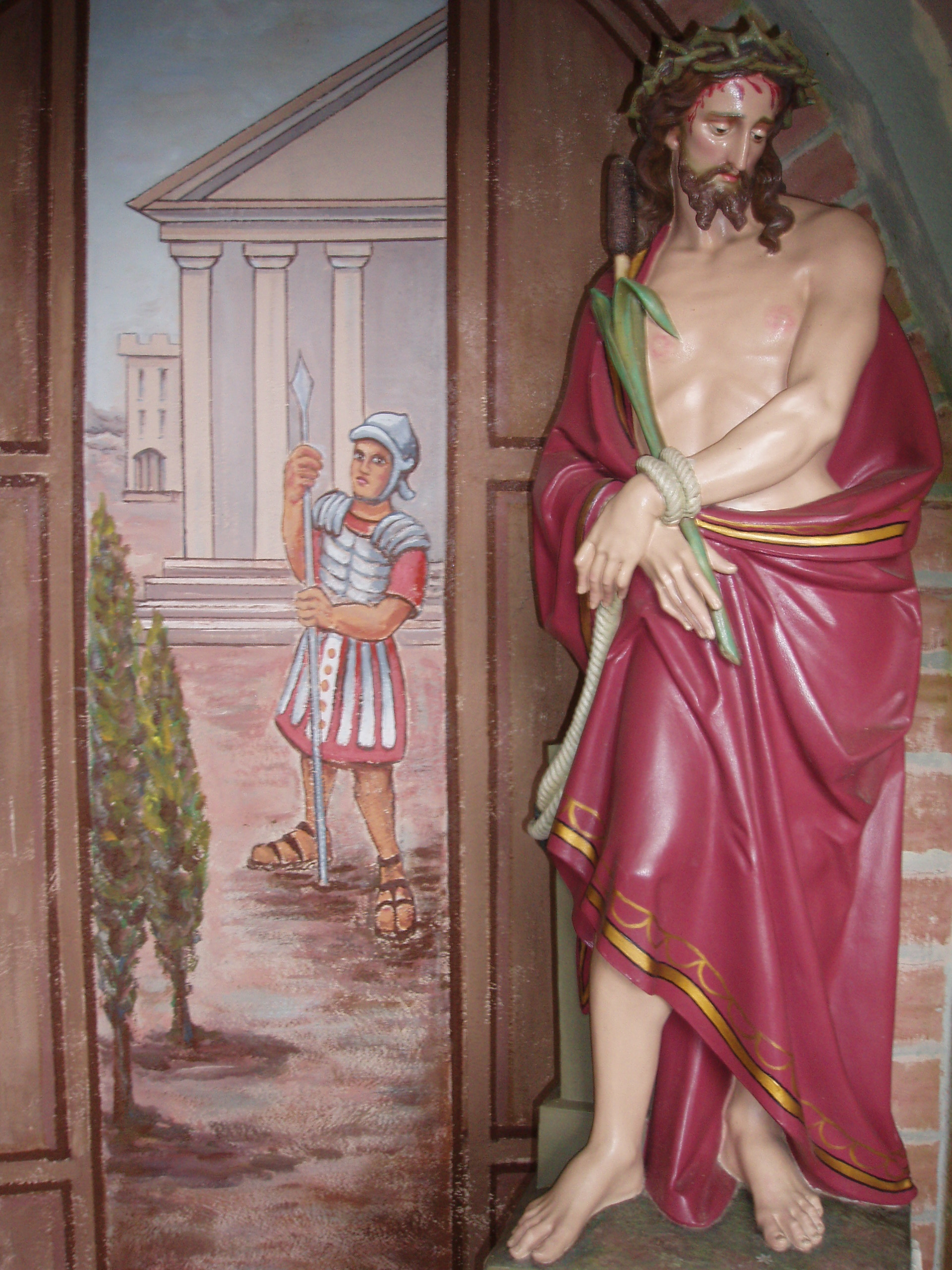
Jesus mit der Dornenkrone und ein römischer Legionär

#### St. Peter und Paul
Die katholische Stadtpfarrkirche St. Peter und Paul wurde 1838 in neoklassizistischer Bauweise erbaut. Der stadtbildprägende Turm der Kirche, in dem fünf Glocken ihren Platz haben, hat eine Höhe von 57 Meter. Die Sitzplatzzahl der Kirche beläuft sich auf rund 350. Zu Besonderheiten und Kunstwerken in der Kirche zählt der Heilige Wandel und die Figuren des Peter und Paul.

#### Palmbühl
Auf einer Anhöhe auf der rechten Seite der Schlichem befindet sich die Wallfahrtskirche zur Schmerzhaften Mutter Gottes vom Palmbühl. Die Wallfahrtssaison auf dem Palmbühl beginnt jeweils am 1. Mai und endet mit der Hubertusmesse am letzten Oktoberwochenende.
Die früheste Erwähnung des Palmbühls stammt aus dem Jahr 1331. Durch Brandkatastrophen während des Dreißigjährigen Kriegs und beim Brand 1750 gingen viele wichtige Dokumente verloren. Es gibt zwei Legenden zur Entstehung des Wallfahrtsortes:
- Die erste besagt, dass ein Bildstöcklein der Schmerzensmutter an der Stelle der heutigen Kirche stand. Als man dafür eine Kapelle errichten wollte und dazu einen höheren Platz wählte, nämlich den Palmbühlkapf, sei das Baumaterial morgens immer wieder beim Bildstock aufgefunden worden. Deshalb errichtete man später dort die Kapelle.
- Die zweite Legende besagt, dass vorbeiziehende Kaufleute von der Straße her einen wunderlichen, schönen Gesang gehört hätten und sie in die damals dort stehende Leonhardskapelle eintraten. Dort hätten sie nur das Marienbild gesehen.

Das Innere der Kirche birgt viele teils aus dem 14. Jahrhundert stammende Gemälde, Figuren und Schnitzereien. Im Außenbereich des Palmbühls ist ein Kreuzweg mit 14 Stationen, der ins Schlichemtal führt. Außerdem befindet sich in der direkten Umgebung die Judas-Thaddäus-Kapelle sowie das Bruderhaus. Im Jahre 2006 verließ mit Pater Kunibert der Franziskaner-Orden den Palmbühl. Der neue Pfarrer auf dem Palmbühl war der ursprünglich aus Ratshausen stammende Josef Schäfer, heute ist ein Patroralreferent als Wallfahrtsseelsorger tätig. Gottesdienste finden auf dem Palmbühl nur von Mai bis einschließlich Oktober statt.
Außerdem wurde der Altar der Kirche von einem Schömberger Sohn namens Urban Faulhaber erbaut. Nach ihm wurde auch die Zufahrtsstraße zur Palmbühlkirche benannt. Im gleichen Fall wurde auch der Platz vor dem Pfarrhaus nach dem Prälat Caspar Oechsle benannt.

#### Moschee
Seit dem Jahre 1976 gibt es für die Einwohner Schömbergs mit islamischem Glauben Räumlichkeiten, um ihrem Glauben nachgehen zu können. Damals wurde in der Weiherstraße ein Raum angemietet. Da der Raum zu klein war, wurden anfangs die Feiertagsgebete in der Schömberger Festhalle gehalten. Ab 1979 wurden die 200 Jahre alten Räume des ehemaligen Gasthauses „Rössle“ angemietet und umgebaut. 1983 wurde die türkische Gemeinde als D. I. T. I. B. Schömberg Müslümanlar Cemiyeti ins Vereinsregister eingetragen. Somit bekam die Gemeinde einen Imam, der die Kinder und Jugendlichen unterrichten konnte. Wegen ständig ansteigender Mitgliederzahlen und Einsturzgefahr des Gebäudes wurde das Gebäude am 6. April 2001 abgerissen und an gleicher Stelle eine neue Moschee errichtet. Diese wurde am 31. Mai 2003 offiziell eingeweiht.

## Politik

### Rathaus
Das Rathaus befindet sich im oberen Teil der Alten Hauptstraße unweit vom Marktplatz. Besonders markant ist die Rathausuhr, welche an der Fassade befestigt und leicht über die Straße ragt, sowie der Glockenturm, welcher heute noch zu den üblichen Zeiten läutet. Das Glockengeläut vom Rathaus ist stets vor dem der wenige Meter entfernten Stadtkirche St. Peter und Paul zu hören und daher im automatischen Modus nie gleichzeitig.
Das Gebäude oberhalb des Rathauses, in welchem früher das Gasthaus Ratsstube und später eine Hausarztpraxis untergebracht waren, dient seit Anfang des 21. Jahrhunderts als Bürgerbüro und Touristinformation.
Unterhalb des Rathauses verläuft quer zur Alten Hauptstraße die Rathausgasse an welcher sich ein 1837 erbautes Gebäude anschließt. Dieses wurde 2008 von der Stadt aufgekauft, der Denkmalschutz aufgrund von Baufälligkeit aufgehoben und 2019 vollständig abgerissen. Das bestehende Rathaus soll ab 2024 abgerissen werden. Auf dem Grundstück des bisherigen Rathauses und dem zusätzlichen Grundstück soll ein neues Rathaus entstehen.

### Gemeinderat
Die letzte Kommunalwahl fand am 9. Juni 2024 statt. Wie erstmalig 2019 trat eine Einheitsliste der „Freien Bürger“ an. Dadurch kam es zu einer Mehrheitswahl. Mehrheitswahl findet statt, wenn kein oder nur ein Wahlvorschlag eingereicht wurde. Die Bewerber mit den höchsten Stimmenzahlen sind dann gewählt.
Im Gemeinderat sitzen elf Gemeinderäte aus Schömberg und drei aus dem Stadtteil Schörzingen. Die unechte Teilortswahl, die bis zur Kommunalwahl 2014 Anwendung fand, wurde 2018 vom Gemeinderat abgeschafft.

### Bürgermeister
Der Bürgermeister wird für eine Amtszeit von acht Jahren gewählt. Die dritte Amtszeit von Karl-Josef Sprenger endet 2029. Am 14. März 2021 wurde Sprenger mit 72,6 Prozent der Stimmen im Amt bestätigt.
- 1973–2005: Berthold Waizenegger
- seit 2005: Karl-Josef Sprenger

### Gemeindeverwaltungsverband
In Schömberg ist der Sitz des Gemeindeverwaltungsverbands Oberes Schlichemtal, zu dem neben der Stadt Schömberg die Gemeinden Dautmergen, Dormettingen, Dotternhausen, Hausen am Tann, Ratshausen, Weilen unter den Rinnen und Zimmern unter der Burg gehören.

### Wahlkreise
Schömberg gehört zum Bundestagswahlkreis Zollernalb-Sigmaringen (295). Seit der Bundestagswahl 2005 ist der Wahlkreis vertreten durch Thomas Bareiß (CDU).
Der Landtagswahlkreis Balingen wird seit der Landtagswahl 2016 von Dr. Nicole Hoffmeister-Kraut (CDU) vertreten, welche seither zudem Ministerin für Wirtschaft, Arbeit und Wohnungsbau von Baden-Württemberg ist. Zuvor wurde der Wahlkreis 15 Jahre von Günther-Martin Pauli (CDU) vertreten.
Für die Wahl des Kreistages liegt Schömberg im Wahlkreis VI gemeinsam mit allen weiteren Gemeinden aus dem Oberen Schlichemtal sowie Rosenfeld und Geislingen.

### Wappen
Die Blasonierung des Wappens lautet: „In von Silber und Rot geteiltem Schild oben eine liegende schwarze Hirschstange.“
Das Wappen vereint die zwei Zugehörigkeiten von Schömberg aus den letzten Jahrhunderten:
- Die Hirschstange ist in vielen Wappen von württembergischen Gemeinden zu finden und bezeugt die Zugehörigkeit zum Königreich Württemberg im 19. Jahrhundert und bis 1918.
- Die Farben rot und weiß symbolisieren die jahrhundertelange Zugehörigkeit zu Vorderösterreich.

### Partnerschaften
Der Gemeindeverwaltungsverband Oberes Schlichemtal pflegt seit 9. April 1994 eine Partnerschaft mit den Gemeinden im Val d’Oison, dem Tal des Flüsschens Oison in der Normandie.

## Kultur und Sehenswürdigkeiten

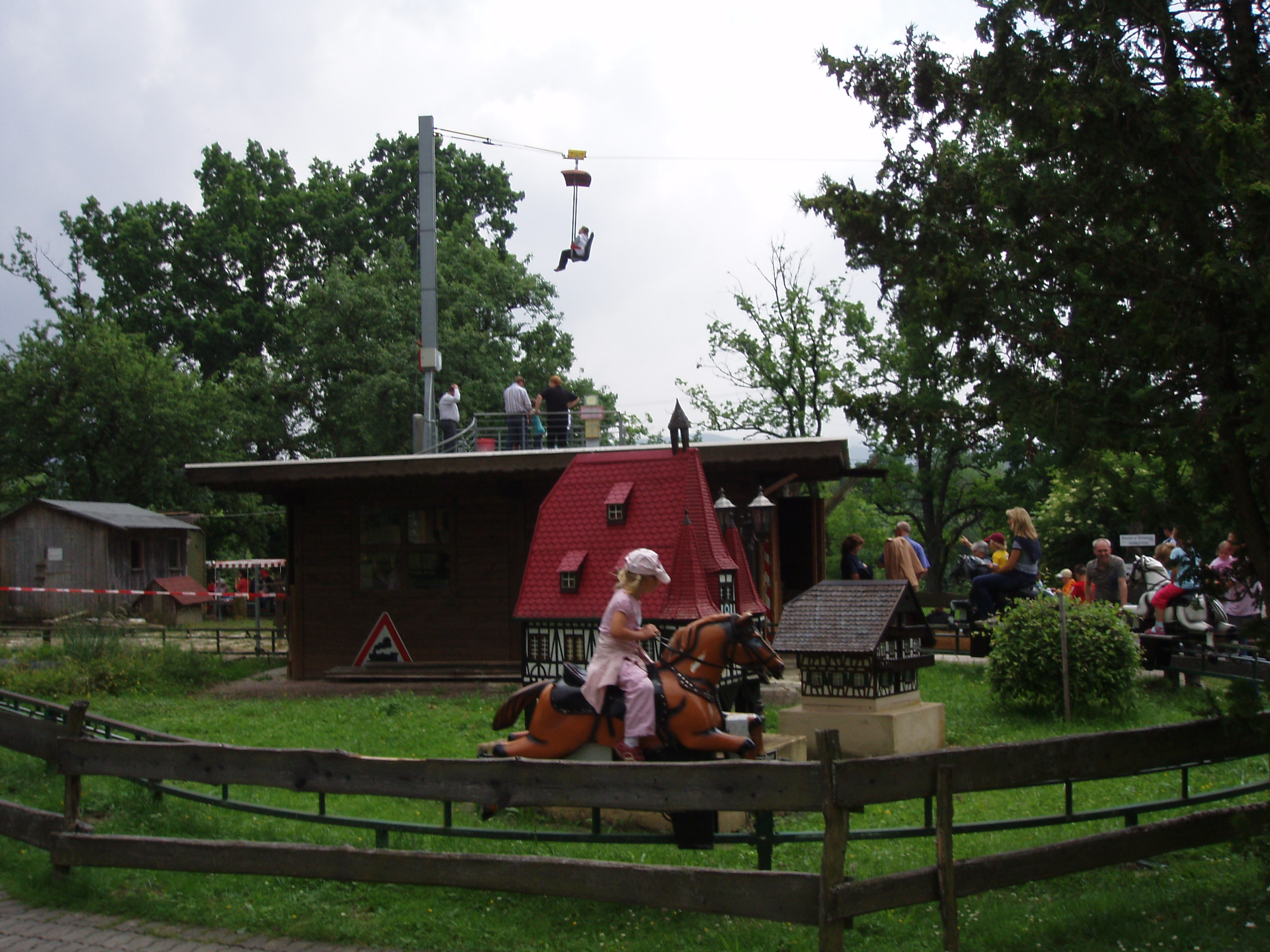
Fahrgeschäfte in der Miniaturstadt

- Schömberg liegt an der Hohenzollernstraße.
- Schömberg lag an einer der wichtigsten Nord-Süd-Verbindungen im süddeutschen Raum, der Schweizer Straße. Sie wurde Mitte des 18. Jahrhunderts als Chaussee ausgebaut. An den ehemaligen Handelsweg erinnert heute nur noch ein Kilometerstein vor dem Café Zollhaus und die gleichnamige Straße. Über die Fahrt auf der steilen Strecke von der Palmbühlkirche steil hinab zur Unteren Mühle und weiter berichtet Goethe am 16. September 1797 über seine dritte Reise in die Schweiz: Schömberg, starker Stieg, den vor einigen Jahren ein Postwagen hinunterrutschte. Der Ort ist schmutzig und voller Mist, er ist wie Balingen enge gebaut und in Mauern eingezwengt und wird von Güterbesitzern bewohnt, die nun keine Höfe haben.[14] Die Zahl im Kreis des Kilometersteins bezeichnet die Entfernung von 70,5 km vom Anfangspunkt der Straße Nr. 83 in Stuttgart-Bad Cannstatt.[15]
- Unmittelbar östlich der Stadt liegt der Stausee Schlichemtalsperre als Teil des Naherholungsgebiets Oberes Schlichemtal.
- Die Burg Oberhohenberg, auch Hohenberg genannt, ist eine Burgruine, einer zu Beginn des Hochmittelalters entstandenen Burg beim Stadtteil Schörzingen. Heute ist dort der Erlebnistreff Oberhohenberg mit einer Aussichtsplattform und Informationstafeln eingerichtet.

### Museen
- Narrenmuseum der Narrenzunft Schömberg: Museum über die traditionelle Fasnet in der Hochburg der schwäbisch-alemannischen Fasnet Schömberg mit über 50 historischen Figuren, Fahnen, Schriften etc.

### Gedenkstätten
- Die Gedenkstätte Eckerwald mit Mahnmal und einem Gedenkpfad erinnert an die Leiden der Tausenden von KZ-Häftlingen der Außenlager des KZ Schömberg, die im Rahmen des SS-Projekts „Wüste“ in den Schieferölwerken Zwangsarbeit verrichten mussten. Eine Dokumentationsstätte in den erhaltenen Ruinenmauern informiert über diese Geschichte. Eine Bronzeplastik eines Knienden des Bildhauers Siegfried Haas erinnert an das Sterben von mindestens 549 Häftlingen aus vielen Ländern.
- Auf dem KZ-Friedhof von Schömberg sind 1.777 Häftlinge begraben, derer mit einem reliefartig gestalteten Kreuz sowie einem jüdischen Mahnmal gedacht wird.[16] Neben dem KZ-Ehrenfriedhof befindet sich seit 2007 ein Lern- und Gedenkort über die örtlichen Konzentrationslager.
- Auf dem KZ-Friedhof in Schörzingen sind weitere 549 Gräber von Häftlingen angelegt. Es gibt dort Gottesdienste und geführte Wanderungen, die in vier Etappen Stationen der Todesmärsche von 1945 erwandern.[17]

### Orchester und Chöre

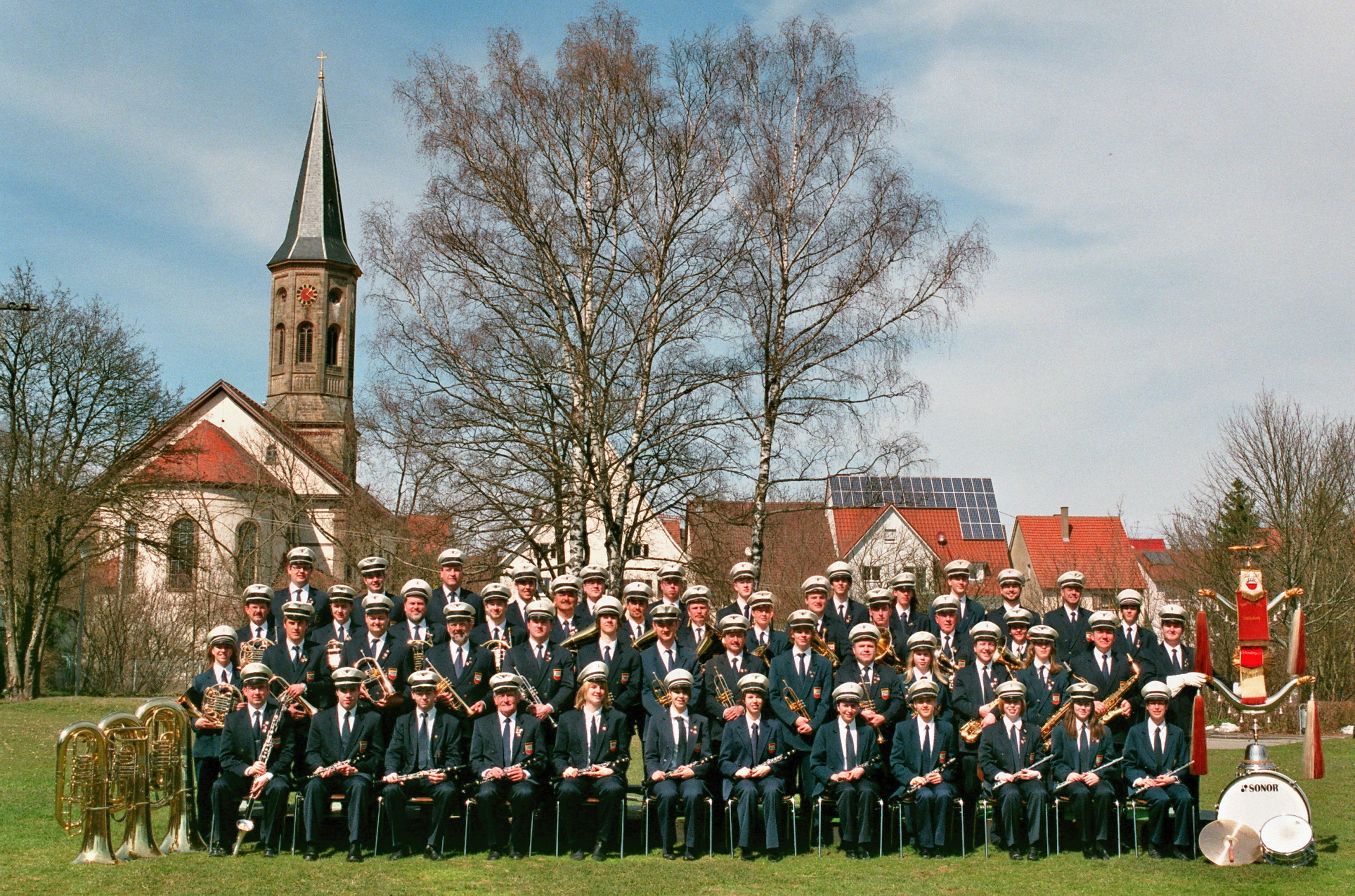
Stadtkapelle Schömberg

Die Stadtkapelle Schömberg ist einer der wichtigsten Kulturträger der Stadt. Das Orchester gibt regelmäßig Konzerte und bereichert das kulturelle Leben mit verschiedenen Veranstaltungen. Im Jahr 2008 feierte der Verein mit seinen über 100 aktiven und über 200 fördernden Mitgliedern sein 100-jähriges Bestehen. Anlässlich dieses Jubiläums fanden die 34. Jugendmusiktage statt. Der Verein bildet über 70 Jugendliche in Kooperation mit der Jugendmusikschule Zollernalb aus.
Einen weiteren Musikverein gibt es im Stadtteil Schörzingen, welcher 1908 gegründet wurde.
Zudem gibt es zwei Kirchenchöre in Schömberg und Schörzingen sowie den Liederkranz Schömberg als Männergesangsverein.

### Sport

#### Sportstätten
Schömberg verfügt mit dem Stadtteil Schörzingen über mehrere Sportanlagen sowie ideale natürliche Voraussetzungen für ein breites Programm an sportlichen Aktivitäten.
In Schömberg:
- Sporthalle Schömberg
  - Neue Sporthalle (Handball, Tischtennis, Hallenfußball, Schulsport)
  - Alte Sporthalle (Turnen)
  - Bolzplatz
- Sportplatz Schömberg
  - Stadion (Fußball, Leichtathletik)
  - Trainingsplatz (Fußball, Rasenhandball)
  - Beachplatz (Beachvolleyball, -handball, -fußball)
  - Bouleplatz
  - Kegelbahn (zwei Bahnen)
  - Halfpipe
- Stauseehalle (Handball, Skigymnastik, Frauengymnastik, Schulsport sowie kulturelle Veranstaltungen)
- Tennisplatz (vier Sandplätze)
- Eisstockschießplatz

In Schörzingen:
- Hohenberghalle Schörzingen
- Sportplatz Schörzingen (zwei Rasenplätze)
- Tennisplatz (vier Sandplätze)

#### Bademöglichkeiten
- Der Schömberger Stausee hat einen umfangreichen Badebereich mit einem Steg und einer künstlichen Insel in der Mitte des Sees
- Das Schlichem-Bad ist ein Hallenbad zwischen dem Schulzentrum und den Sporthallen in Schömberg. Nach einer umfassenden Sanierung im Jahr 2005 zählte das Hallenbad bereits über 120.000 Besucher (Stand: März 2019).[18]

#### Wanderwege
Neben den unzähligen lokalen, liegt Schömberg an einigen überregional bekannten und bedeutenden Wanderwegen:
- Schwäbische-Alb-Nordrand-Weg (HW 1): 365 km langer Wanderweg entlang des Nordrandes der Schwäbischen Alb von Donauwörth bis Tuttlingen.
- Hohenzollernweg: 223 km langer Rundweg u. a. über Meßstetten, Sigmaringen, Gammertingen, die Burg Hohenzollern, Hechingen und Sulz am Neckar.
- Jakobsweg 27d: Etappe von Rottenburg bis Hüfingen. Die Etappe verläuft direkt an der Palmbühl-Kirche vorbei und weiter über den Palmbühl-Kreuzweg und das Städtle durch Schörzingen in den Eckerwald.
- Donau-Zollernalb-Weg: 158 km langer Wanderweg von Beuron über Sigmaringen, Winterlingen, Albstadt, Meßstetten, Schömberg und über den Lemberg nach Gosheim.
- Schlichemwanderweg: 33 km langer Wanderweg von der Quelle bei Tieringen bis zur Mündung in den Neckar bei Epfendorf. Der Wanderweg ist seit April 2014 durchgängig begehbar.

#### Sportereignisse

Jugendturnier während des Handballturniers

- Handballwanderpokalturnier: Im Juni wird das alljährlich stattfindende internationale Handballwanderpokalturnier von der Handballabteilung der TG Schömberg durchgeführt. Es gibt Turniere im Rasenhandball und Beachhandball für Jugend-, Aktiven-, Senioren- und Laienmannschaften, sowie ein Prominentenspiel (20er gegen 40er).
- Stauseepokal (Turniere in verschiedenen Sportarten: Turnen, Eisstockschießen, Tennis)
- Oberhohenbergwanderpokalturnier (Fußball; im Wechsel mit anderen Ortschaften)
- Stausee-Triathlon: Mitte Juni traf sich die Triathlonelite in Schömberg, der 27. und letzte Stausee-Triathlon fand im Jahre 2016 statt

#### Sportvereine
Die Turngemeinde Schömberg 1884 e. V. (TG Schömberg) ist der größte Sportverein der Stadt. Der Verein besteht aus den Abteilungen Turnen, Handball, Fußball, Ski, Tischtennis, Frauengymnastik und Leichtathletik. Im Juni 2009 feierte die TG Schömberg ihr 125-jähriges Bestehen. Parallel zu den Festivitäten fand das Gauturnfest statt.
- Die Fußballabteilung spielten in der Spielzeit 2007/08 in der Landesliga, aktuell in der Kreisliga A (2024/25).
- Die Handballabteilung spielt aktuell in der Verbandsliga (2024/25), die Damenmannschaft in der Bezirksliga (2024/25).
- Die Turnabteilung konnte im Jahre aktuell in der höchsten schwäbischen Liga (Oberliga) und konnten 2023 den bereits zweiten Klassenerhalt in dieser Liga feiern. Seit 2024 gibt es eine weitere Mannschaft, die in der Kreisliga startet. Die Frauenmannschaft schaffte im Jahr 2023 den Aufstieg in die Kreisliga B[19].
- Die Leichtathleten sind beim Triathlon im Jahre 2008 in die erste Triathlonliga aufgestiegen.[20]

Weitere Schömberger Sportvereine sind der Sportverein Schörzingen, der Eisstockschießclub Schömberg, der Reitverein Schömberg, die Pferdesportgemeinschaft Weiherhof, der Tennisclub Schömberg, der Tennisclub Schörzingen und der Wintersportclub Oberes Schlichemtal.

### Regelmäßige Veranstaltungen

#### Fasnet

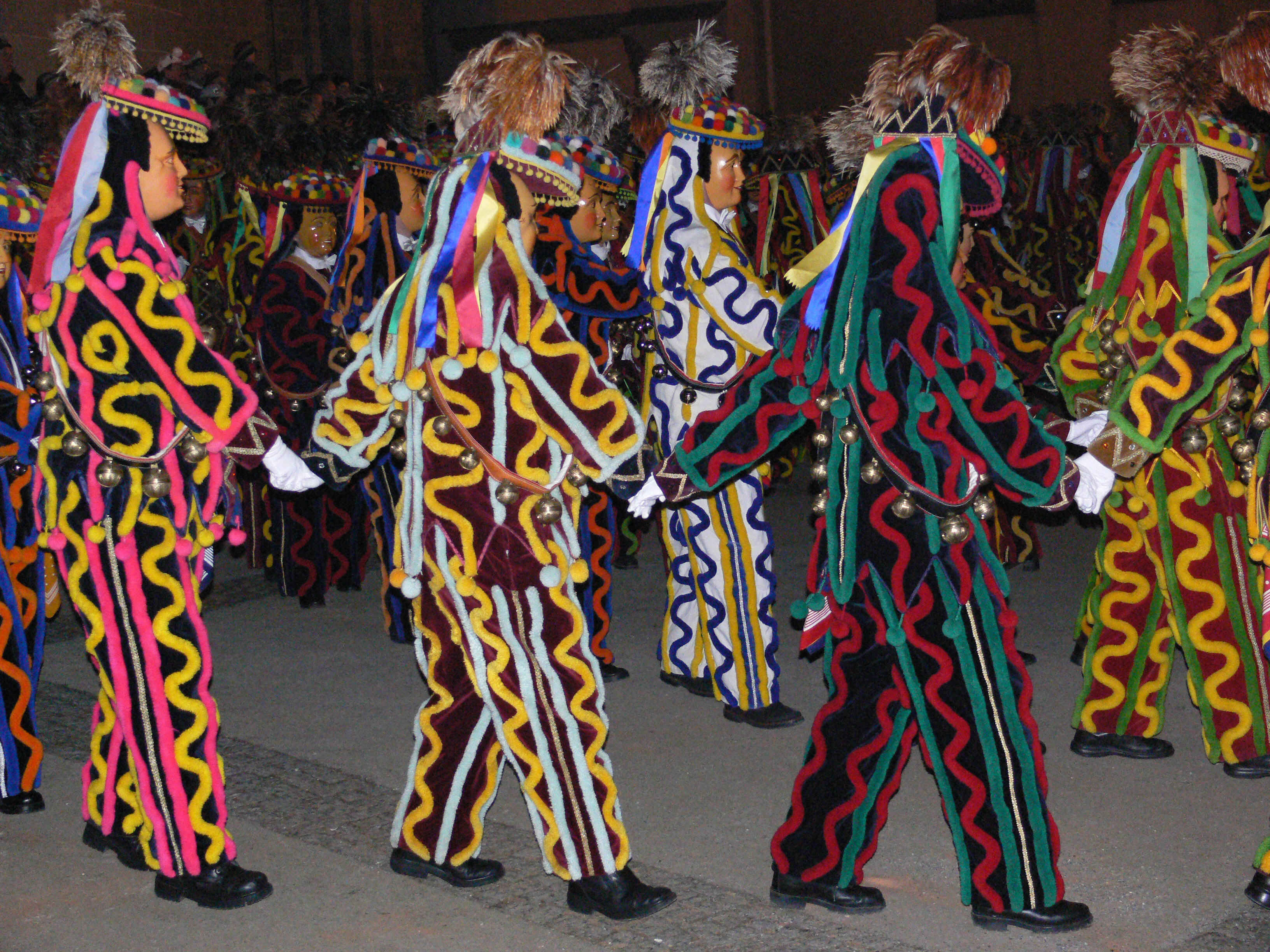
Da Bolanes (Narrentanz)

Schömberg ist eine Hochburg der schwäbisch-alemannischen Fasnet. Fransennarren und Fuchswadel bestimmen als Hauptfiguren das Bild, vor allem beim „Bolanes“, einem traditionellen Narrentanz. Unablässig „jucken“ (springen) die Narren dabei zum Narrenmarsch auf dem Marktplatz und lassen dabei ihre Schellen erklingen.
Interessante Einzelfiguren sind der Alte Harzer von 1812, der Harzer, die Ordnungsfiguren der Husaren, der Halbschwarze, der oder das Blätzle und die Warz'.
Weitere Besonderheiten und traditionsreich sind der Narrensprung am Fastnachtsmontagmorgen und das anschließende Narrenlied, zu welchem ein Reigen getanzt wird. Abschluss jedes Umzuges bildet ein Walzer.
Die Fasnet wird von der Narrenzunft Schömberg e. V. organisiert und durchgeführt. Diese ist Mitglied in der Vereinigung schwäbisch-alemannischer Narrenzünfte e. V. (VSAN).

#### Stadtfest
Im Rhythmus von drei Jahren fand in Schömberg bis 2019 ein Stadtfest statt. Dieses fand hauptsächlich im Altstadtkern und im Bereich des Marktplatzes und Zehntscheuervorplatzes statt. 2007 fand kein Stadtfest, sondern ein Seefest am Schömberger Stausee statt. Trotz positiver Stimmen fanden die kommenden Stadtfeste aufgrund des großen logistischen Aufwands wieder im Städtle statt.
Im Stadtteil Schörzingen findet das Dorffest ebenfalls alle drei Jahre statt, allerdings nicht im selben Jahr wie in Schömberg.

#### Weihnachtsdorf
Anfang Dezember findet das Weihnachtsdorf auf dem Zehntscheuervorplatz statt. Bei diesem eintägigen Weihnachtsmarkt präsentieren sich vor allem Vereine und andere Gruppierungen mit einem Verkaufsstand.

## Verkehr

### Eisenbahnverkehr
Schömberg ist heute Endpunkt einer Eisenbahnstrecke von Balingen. Bis 1971 bestand eine Fortsetzung nach Rottweil. Die Strecke wird heute noch von Güterzügen befahren. Im Jahr 2002 wurde der Personenverkehr als Rad-Wander-Shuttle wieder aufgenommen, welches an Sonn- und Feiertagen in der Sommersaison auf der Strecke verkehrt.

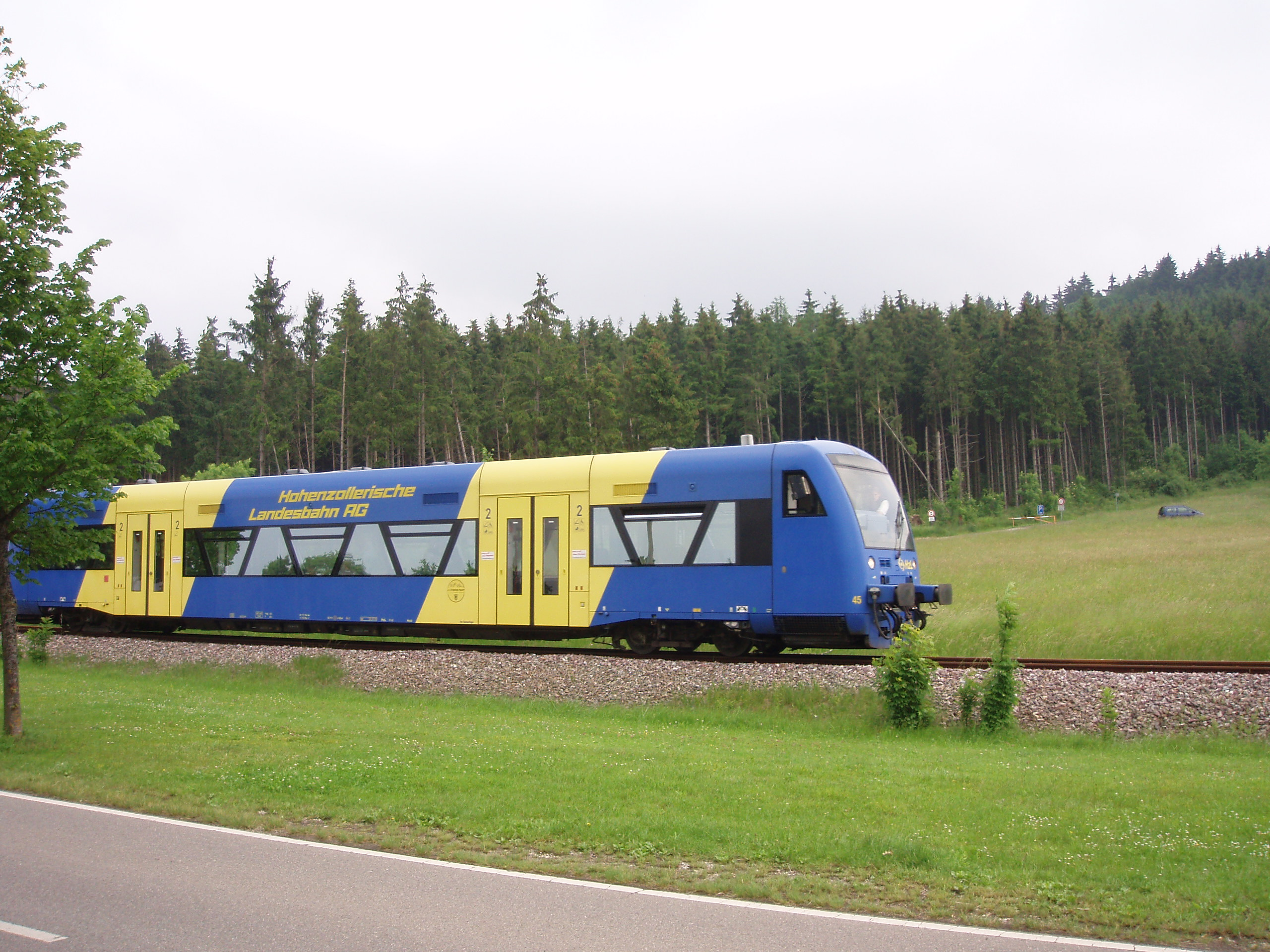
Zug bei Schömberg

In Schömberg gibt es weiterhin den Halt am ursprünglichen Bahnhof, welcher einen neuen Bahndamm erhalten hat und wenige Meter vor dem ehemaligen Bahnhofsgebäude liegt. Zudem wurde der Haltepunkt Schömberg Stausee, der sich oberhalb der Schlichemtalsperre befindet, neu errichtet.
Das ehemalige Bahnhofsgebäude wurde längere Zeit als Wohnhaus genutzt. Seit 2019 liegt der gesamte Bahnhofsbereich im „Sanierungsgebiet Rathaus/Bahnhofsbereich“ und soll mit Hilfe von Bürgerbeteiligung neu gestaltet werden.
Die nächstgelegenen größeren Bahnhöfe befinden sich in Rottweil an der Bahnstrecke Plochingen–Immendingen und in Balingen an der Bahnstrecke Tübingen–Sigmaringen.

#### Reaktivierung der Strecke
In einer Machbarkeitsstudie aus dem Jahr 2004 zur geplanten Regional-Stadtbahn Neckar-Alb wurde die Reaktivierung der Bahnstrecke Balingen–Rottweil als Ergänzungslinie S11 untersucht, in der Standardisierten Bewertung der Regional-Stadtbahn im Jahr 2010 jedoch nicht mehr berücksichtigt.
Im Rahmen einer Überprüfung zur möglichen Reaktivierung von 41 Bahnstrecken in Baden-Württemberg bis Ende 2020 wurde die Strecke erneut analysiert. Dabei wurde die Gesamtstrecke zwischen Balingen und Rottweil in Kategorie B „hohes Nachfragepotenzial“ eingeordnet (Reaktivierungsstrecke B01), die höchste Kategorie wurde nur knapp nicht erreicht. Die noch bestehende Strecke zwischen Balingen und Schömberg wurde mit Kategorie D „Gelegenheitsverkehr und touristischer Verkehr prüfen“ bewertet (Reaktivierungsstrecke D03).
Nach der Veröffentlichung der Potenzialanalyse sprach sich die Stadt Schömberg – unter Berücksichtigung der Anwohner und neuer Gewerbegebiete – für die Reaktivierung aus. Im April 2021 beauftragte der zuständige Kreistagsausschuss des Zollernalbkreises die Erstellung einer Machbarkeitsstudie. Im November 2023 stimmte der Kreistag des Landkreises Rottweil gegen den Neubau und somit gegen die Reaktivierung der Bahnstrecke zwischen Schömberg und Rottweil. Dies bedeutet das vorläufige Ende der Neubau- und Reaktivierungspläne.

### Busverkehr
Der Öffentliche Nahverkehr wird durch den Verkehrsverbund Neckar-Alb-Donau (NALDO) gewährleistet. Die Stadt befindet sich in der Wabe 334.
| Linie | Verlauf |
| ----- | --- |
| 315   | Balingen – Frommern – Weilstetten – Roßwangen – Dotternhausen – Dormettingen – Schömberg – Ratshausen – Hausen a. T. – Tieringen                                        |
| 338   | Schömberg (– Zimmern u. d. B. – Täbingen) (– Dotternhausen – Dormettingen) – Dautmergen – Leidringen – Rosenfeld                                                        |
| 7440  | Rottweil (– Neukirch) (– Neufra – Frittlingen – Wellendingen – Wilflingen – Schörzingen – Weilen u. d. R.) – Schömberg – Dotternhausen – Erzingen – Endingen – Balingen |

In Rottweil besteht Anschluss an die Züge Richtung Stuttgart und Singen bzw. Zürich sowie den Ringzug, der u. a. nach Tuttlingen, Villingen, Donaueschingen, Fridingen und Blumberg verkehrt. In Balingen besteht Anschluss an die Zollernalbbahn nach Stuttgart und Aulendorf.
Eine Verbindung in den Nachbarlandkreis Tuttlingen (Linie 220 zwischen Deilingen und Schömberg) wurde aufgrund mangelnder Nachfrage Ende 2020 eingestellt.

#### Touristikbusse an Sonn- und Feiertagen im Sommer
Zwischen 1. Mai und Mitte Oktober fährt an Sonn- und Feiertagen der „Schlichem-WanderBus“ mit der Liniennummer 337 entlang des Schlichemwanderwegs von Tieringen über Schömberg nach Epfendorf und zurück. Die Linie ist in das Linienbündel Schömberg eingebunden und auf den Zugverkehr in Balingen abgestimmt.
Der Bus fährt dreimal pro Tag in jede Richtung. Haltestellen befinden sich in Tieringen, Hausen a. T., Ratshausen, Schömberg, Dormettingen, Dautmergen, Täbingen, Leidringen, Rotenzimmern, Böhringen, Harthausen und Epfendorf. Für die Gesamtstrecke von Tieringen nach Epfendorf benötigt der Bus laut Fahrplan 59 Minuten, von Epfendorf nach Tieringen 52 Minuten.

### Straßenverkehr
Schömberg liegt an der Bundesstraße 27. Diese verbindet die Stadt nach Norden mit dem Großraum Stuttgart und nach Süden mit Schaffhausen in der Schweiz. Die nächstgelegene Autobahnauffahrt ist rund 15 km entfernt (A 81 bei Rottweil).

#### Ortsumfahrung Bundesstraße 27
Schömberg setzt sich seit mehreren Jahrzehnten für eine Ortsumgehung der B 27 ein. Mit Veröffentlichung des Bundesverkehrswegeplans 2030 wurde diese in die Kategorie „vordringlicher Bedarf“ eingestuft. Bei der Analyse wurde eine Verkehrsbelastung von über 16.000 Fahrzeugen pro Tag mit einem Schwerlastverkehrsanteil von 11 % ermittelt. Geplant ist eine Umgehung nördlich der Siedlungsgebiete und unmittelbar südlich des „Industriegebiets Nord“.
Die Neubautrasse erstreckt sich auf etwa vier Kilometer. Die Abzweigung von Norden soll vor der Querung der Schlichem im Fuchsloch erfolgen und über eine Brücke über die Schlichem und deren Überschwemmungsgebiet in Richtung Industriegebiet Nord führen. Im weiteren Verlauf soll sie über die Bergreute wieder zurück auf die bestehende Trasse westlich der Abzweigung der L 435 in Richtung Deilingen (Albaufstieg) und östlich des Bitzwäldles führen. In diesem Zuge sollen die L 435 in Richtung Dautmergen und die K 7168 in Richtung Zimmern unter der Burg neu trassiert und entsprechend an die neue Straße angebunden werden.
Mit der Neuansiedlung von neuen Unternehmen und der damit einhergehenden Vergrößerung des Industriegebiets Nord soll der Bau der Umgehung weiter vorangetrieben werden.
Mit der Planung durch das Regierungspräsidium Tübingen soll ab 9. Dezember 2024 begonnen werden. Die Baukosten sollen bei rund 40 Millionen Euro liegen.

### Radverkehr
Über eine Alltagsradroute aus dem Radnetz Baden-Württemberg ist Schömberg über Dotternhausen mit Balingen und in der anderen Richtung über den Ortsteil Schörzingen mit Rottweil verbunden. 
Der Schwäbische-Alb-Radweg, ein Radfernweg vom Bodensee nach Donauwörth, verläuft von Tuttlingen über Gosheim und Wehingen nach Schömberg und weiter über Dotternhausen und Dormettingen nach Balingen.
Die meisten Nachbarorte sind über Rad- und Wanderwege, die teilweise parallel zu den Verkehrsstraßen, teilweise durch Wälder und entlang von Feldern führen, erreichbar.
Nach Dotternhausen, Ratshausen, Weilen unter den Rinnen und den Stadtteil Schörzingen führen direkte Radwege, Zimmern unter der Burg ist über die „Bergreute“ autofrei erreichbar.

## Öffentliche Einrichtungen

### Polizei
In Schömberg befindet sich ein Polizeiposten, der sich organisatorisch unter dem Polizeirevier Balingen und dem Polizeipräsidium Tuttlingen eingliedert. Im Rahmen der Korrektur der Polizeireform 2017 wird das Polizeipräsidium Tuttlingen aufgelöst. Der zukünftigen Organisationsstruktur zufolge, wird dies dann ab dem 1. Januar 2020 das Polizeipräsidium Reutlingen sein.

### Feuerwehr
Die Freiwillige Feuerwehr Schömberg untergliedert sich in die Einsatzabteilungen Schömberg und Schörzingen sowie die Jugendfeuerwehr und die Altersabteilung. Sowohl in Schömberg als auch in Schörzingen befindet sich jeweils ein Feuerwehrhaus. Für die Wasserrettung wird Ausrüstung vorgehalten. In Schömberg gibt es ein großes Feuerwehrhaus.
Die Abteilung Schömberg zählt derzeit 44, die Abteilung Schörzingen 22 aktive Feuerwehrleute (Stand: Juni 2019).

### Deutsches Rotes Kreuz
Die DRK-Bereitschaft Schömberg stellt aktuell die 24-stündige Helfer-vor-Ort-Bereitschaft sicher und wird vom DRK-Kreisverband Zollernalb unterstützt. Außerdem wird ein ehrenamtlicher Rettungswagen vorgehalten. Die Bereitschaft veranstaltet regelmäßig Blutspendetermine und ist in der Behindertenarbeit aktiv.

## Wirtschaft und Infrastruktur

### Bildung

#### Schulen
- Grund- und Werkrealschule Schömberg
- Realschule Schömberg
- Grundschule Schörzingen
- Außenstelle der Jugendmusikschule Zollernalb

Die hauptsächlich besuchten Gymnasien von Schülern aus Schömberg bzw. dem Oberen Schlichemtal befinden sich in Rottweil und Balingen.

#### Kindergärten
- Kindergarten „Arche Noah“ (ehem. Katholischer Kindergarten, jedoch weiterhin zur Hälfte von der Kirchengemeinde St. Peter und Paul finanziert)
- Städtischer Kindergarten
- Kindergarten Schörzingen
- Waldkindergarten am Palmbühl

#### Bibliotheken
- Katholische Öffentliche Bücherei Schömberg

### Senioreneinrichtungen
- Seniorenpflege Schömberg
- Tagespflege am Schömberger Bahnhof

### Medien
Über das lokale Geschehen im Oberen Schlichemtal und dem Zollernalbkreis berichten als Tageszeitung der Zollern-Alb-Kurier und der Schwarzwälder Bote. Des Weiteren berichtet das SWR Fernsehen und SWR4 Baden-Württemberg in unregelmäßigen Abständen im Rundfunk über das Stadtgeschehen.

### Ansässige Unternehmen
Schömberg verfügt als Zentrum des Oberen Schlichemtals über zahlreiche Einzelhandelsunternehmen wie einen Lebensmittelmarkt, einen Discounter, mehrere Bäckereien und Metzgereien, Gastronomiebetriebe usw. Des Weiteren haben sich Speditionen und Industriebetriebe angesiedelt.
Im Handels- und Gewerbeverein Schömberg sind über 60 Unternehmen organisiert.
Die größten Unternehmen der Stadt sind die Lindner Falzlos-GmbH an der B 27, Rauch Verbindungselemente GmbH im „Gewerbegebiet Eichbühl“ sowie die Speditionen Kraft und Vögele im „Industriegebiet Nord“.

### Tourismus
Ein wichtiger Wirtschaftszweig ist zudem der Tourismus. Vor allem die zahlreichen Rad- und Wanderwege und der Stausee, sowie Ausflugsziele in der näheren Umgebung wie der Testturm in Rottweil, die Burg Hohenzollern bei Bisingen und die Schwäbische Alb ziehen vor allem im Sommer zahlreiche Urlauber und Tagestouristen an.
Im gesamten Stadtgebiet gibt es mehrere Hotels, zahlreiche Ferienwohnungen und oberhalb des Stausees einen Campingplatz mit Stellplätzen für Wohnwägen, Wohnmobile und Zelte sowie mietbare Hütten.

### Abfallwirtschaft
Die Abfallwirtschaft unterliegt dem Abfallwirtschaftsamt des Landratsamtes Zollernalbkreis. Haushalte und Unternehmen können graue (Restmüll), braune (Biomüll) und blaue Tonnen (Altpapier) beantragen. Des Weiteren gibt es Gelbe Säcke für Verpackungsabfälle, Grünabfälle werden zweimal jährlich (im Frühjahr und im Herbst) abgeholt. Die Abholung von weiteren Abfällen wie Sperrmüll und Schrott können gegen Anmeldung beim Landratsamt beantragt werden.
Im „Industriegebiet Nord“ befindet sich seit dem 17. März 2018 das neue Wertstoffzentrum, in welchem dreimal wöchentlich diverse Abfälle angeliefert werden können. Zuvor war das Wertstoffzentrum in der Bahnhofsstraße zwischen dem Bahnhof und dem Gelände der Firma Wochner.

## Persönlichkeiten

### Ehrenbürger
- Franz-Xaver Weber (* 1948), Glasermeister, Träger des Verdienstordens der Bundesrepublik Deutschland, Ehrenbürger seit 2021[47]

### Söhne und Töchter der Stadt
- Balthasar Wurer (* 1513, † 1606), Weihbischof des Bistums Konstanz[48]
- Samuel Oexle, Orgelbauer, Vater von Caspar Oechsle,[49] bei dem z. B. Joh. Ev. Schmidt das Orgelbauhandwerk erlernte[50]
- Caspar Oechsle (* 1752, † 1820), Reichsprälat, letzter Abt von Salem
- Johann Baptist Hafen (* 1807, † 1870), Geistlicher und Schriftsteller, geboren in Schörzingen
- Engelbert Mager (* 1849, † 1926), Lehrer und Autor
- Polykarp Pflieger (* 1867, † 1932), württembergischer Oberamtmann und Landrat
- Konrad Albert Koch (* 1869, † 1945), Kunstmaler und Burgenforscher
- Emil Kiener (* 1900, † 1961), Politiker (NSDAP), Landtagsabgeordneter
- Ottmar Besenfelder (* 1908, † 1994), Architekt
- Gerhard Weng (* 1916, † 1988), Politiker (CDU), Landtagsabgeordneter, Staatssekretär
- Paula Riede (* 1923, † 2012), Politikerin (CDU), Bundestagsabgeordnete 1972–1976
- Rudolf Haegele (* 1926, † 1998), Professor für Malerei

### Andere Persönlichkeiten
- Benedikt Alois Pflanz (1797–1844), Geistlicher, Theologe, Gymnasiallehrer und Politiker, Pfarrer von Schörzingen
- Eugen Würth (1917–1971) Dienstaufsicht über alle KZ Lager des Unternehmens Wüste. Freispruch vor Gericht.[51]
- Erwin Dold (1919–2012) Pilot der Luftwaffe, Lagerführer in Schömberg, Freispruch vor Gericht
- Frank Lehmann (* 1989), Fußballspieler, wuchs in Schömberg auf.